# 松脂岩

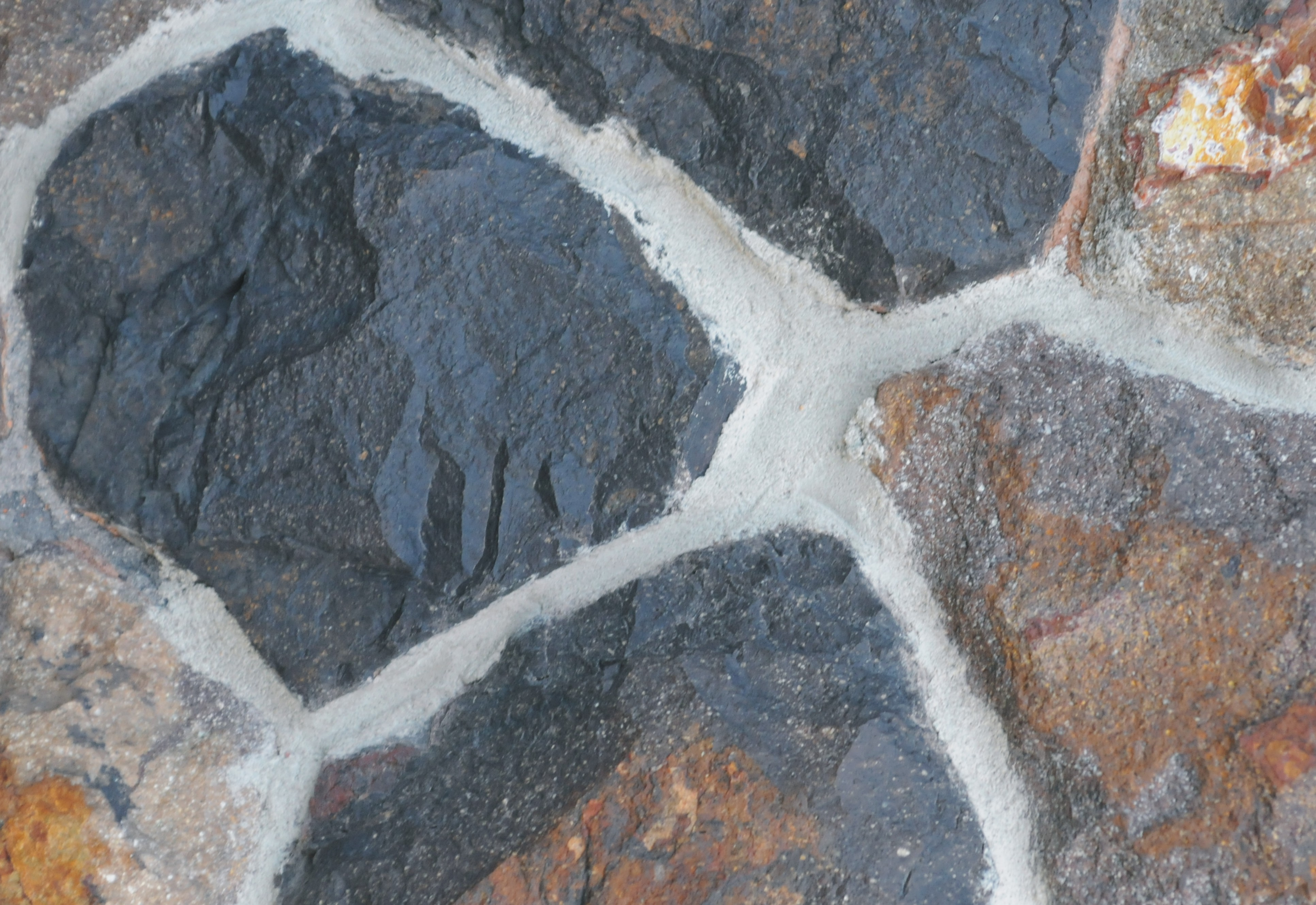
松脂岩の石積み

松脂岩（しょうしがん、pitchstone、ピッチストーン）は流紋岩質のガラス質火山岩。

## 特徴
松脂（まつやに）の樹脂状の光沢を示す。黒曜岩に似るが、国際地質科学連合の分類では、黒曜岩の水分が1%以下なのに対して、水を1–10%含むため別の物と扱われている。
火山ガラスであるが、通常のガラス断口が貝殻状に割れるのと異なり、鋸状断口となる。
スコットランドのアラン島では、中石器時代、新石器時代から青銅器時代にかけて、この岩を使ったアイテムが数多く作られた。